# Dmitrij Muserskij
Dmitrij Aleksandrovitj Muserskij (ryska: Дмитрий Александрович Мусэрский), född den 29 oktober 1988 i Makijivka, Ukrainska SSR, Sovjetunionen, är en rysk volleybollspelare som deltog i OS-turneringen i London 2012. Han är 218 centimeter lång och han var därmed längst i volleybollturneringen och även den näst längsta deltagaren i hela OS 2012 efter den kinesiska basketspelaren Zhang Zhaoxu.Han är bland de 100 längsta i världen. 
Dmitrij Muserskij spelar för Belogorje i Belgorod.